# Александар Сумароков
Александар Петрович Сумароков (рус. Александр Петрович Сумароков; Москва, 25. новембар 1717 — Москва, 12. октобар 1777) био је руски песник и драматург, познат као творац класичног позоришта у Русији. Заједно са Михаилом Ломоносовим сматра се за покретача класицизма у руској књижевности.

## Биографија
Александар Сумароков је рођен у аристократској породици. Школовање је почео у кадетској школи у Санкт Петербургу. Ту се блиско упознао са француским манирима комуникације. Александар је био прва особа у Русији који је изабрала професију писца и зато му је дат незваничан надимак отац руске књижевности. Његов избор да постане писац ни на који начин није променио своју позицију у породичној хијерархији. Његов унук је постао гроф, па чак и вековима после гашења породице Сумароков, Принц Феликс Јусупов одлучио је да се зове гроф Сумароков-Елстон.
Сумароков редовно пише за многе, посебно у оним жанровима, превиди Ломоносов. Најважнији део његовог посла су његови комади, укључујући Корев (1749), који се сматра првом оригиналном руском драмом. Сумароков је такође водио прво стално позориште у Русији, које се налазило у Санкт Петербургу. Тамо је радио са једним од првих руских глумаца Фјодором Волковом и Иваном Димитревским. Многа Сумарокова дела користе као заплет догађаје руске историје, староруске легенде или позајмљене идеје из представа Шекспира. Према неким руским критичарима, попут Мирског, извесне представе Сумарокова су за његова живота постојале углавном због глумаца, а вредност књижевног рада била је прилично безначајна.